# 이종범
이종범(李鍾範, 1970년 8월 15일~)은 대한민국의 야구 선수, 지도자, 해설가이다. 현역 시절 KBO 리그의 KIA 타이거즈, 일본 프로 야구의 주니치 드래건스에서 내야수, 외야수로 활동했다. 팀의 정신적 지주이자 구심점으로 활동했으며, '야구 천재', '종범신, '바람의 아들'로 불렸다.
1993년 해태 타이거즈의 1차 지명을 받아 입단했으며, 해태 입단 초기에는 내야수였다. 1997년 시즌 후 일본 주니치 드래건스로 이적하고, 주니치에서 외야수로 전향한 후에는 대한민국으로 복귀하여 은퇴할 때까지 외야수로 뛰었다. ‘대한민국의 이치로’라는 평가를 받으며 기대를 받았으나 기량 부족, 적응 실패, 팔꿈치 부상으로 부진을 거듭했고, 해태 타이거즈 야구단이 기아에 인수된 직후인 2001년 7월에 대한민국으로 복귀했다. 2012년 시즌 준비 중 당시 감독이었던 선동열, 수석코치였던 이순철 및 구단에게 은퇴 권고를 받고 2012년 3월 31일에 은퇴를 선언했다. 2012년 5월 26일 광주무등경기장 야구장에서 모든 선수들이 7번 유니폼을 입고 경기에 임했고, 경기 후 은퇴식을 치렀다. 그의 등번호 7번은 영구 결번으로 남았다.  
2013년부터 2014년까지 한화 이글스의 주루코치를 담당했고, 2014년 11월 6일 MBC 스포츠플러스와 계약을 맺고 2015년 시즌에 야구 해설자로 변신했다. 2016년에 장남 이정후가 넥센 히어로즈에 1차 지명되자 KBO 리그 역대 최초로 1차 지명이자 리그 MVP로 프로에 입성한 부자(父子)로 화제를 모았다.

## 프로 선수 경력

### 해태 타이거즈
1993년 해태 타이거즈의 1차 지명을 받아 입단했다. 건국대에 앞서 한때 동국대 진학을 염두에 뒀으나 건국대로 방향을 틀었다. 1993년에 공수주에서 화려한 플레이를 펼쳐 단숨에 스타덤에 올랐다. 1993년 한국시리즈에서 맹활약해 신인으로는 김정수 이후 2번째로 한국시리즈 MVP에 올랐다. 아쉽게도 신인왕은 라이벌 팀 삼성 라이온즈의 1루수 양준혁에게 밀려 수상에는 실패했다. 이후 1994년에 84도루로 역대 시즌 최다 기록을 세우고, 3할대 후반 타율, 196안타를 기록했다.

### 주니치 드래건스
이종범은 원래 내야수(유격수)였지만 주니치 드래건스로 이적한 후 외야수로 전향했고, 일본을 떠나 2001년 7월 대한민국으로 복귀한 후 2012년에 은퇴할 때까지 외야수로 뛰었다. 6월 23일에 한신 타이거스와의 경기에서 투수 가와지리 데쓰로가 던진 120km/h대 커브에 팔꿈치를 맞아 골절상을 당한 뒤 9월에 복귀했다. 하지만 67경기 출전에 그치며 성적 부진을 겪고 심각한 스트레스를 받으며 원형 탈모증까지 생겼다.
결국 그는 퇴단을 결심하고 주니치와 계약을 해지했다. 그 후 미국행을 추진했지만 당시 해태 타이거즈 사장이었던 정기주가 일본을 방문해 대한민국 복귀를 설득했고, 때마침 2001년 7월 현대자동차그룹이 친정 팀 해태 타이거즈를 인수해 KIA 타이거즈로 재창단한 직후 대한민국 복귀를 선언했다.
주니치 시절에는 투수 카도쿠라 켄과 동료였다.

### KIA 타이거즈

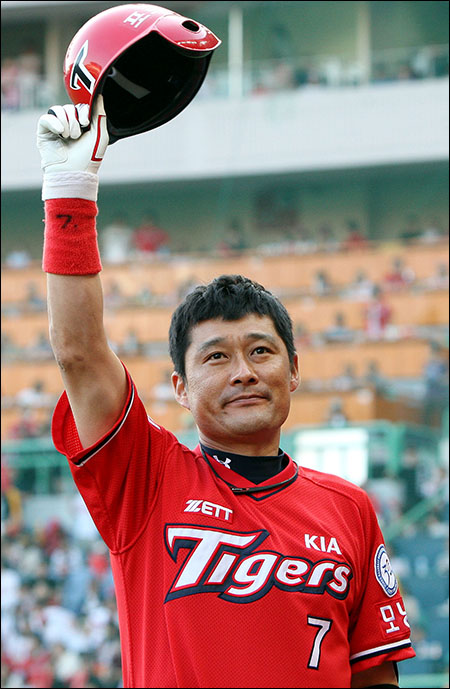
KIA 타이거즈 시절의 이종범(2011년)

대한민국 복귀를 선언한 이종범은 2001년 KIA 타이거즈로 이적하며 KBO 리그에 복귀했고, 복귀한 후에는 일본 시절처럼 외야수로 출장했다. 2003년에는 20-20 클럽에 가입했다. 그 해 20홈런, 50도루를 기록했고, 50도루는 2003년 시즌 도루 부문 최고 기록이었다. 이 기록은 당시 최고령 20-20 클럽 가입이었다. 2006년 WBC 국가대표로 뽑혀 주장을 맡았고, 대회 후 베스트 9에 뽑히는 등 발군의 활약을 보였다. 그러나 정작 2006년 시즌 중에는 부진했고, 2군으로 강등됐다. 그 해 시즌 2할대 타율, 1홈런, 21타점, 10도루 등 입단 이래 최악의 성적을 거뒀다. 이러한 부진은 2007년에도 계속돼 1할대 타율로 매우 부진하며 2군에서 많은 시간을 보냈다.
2008년에 60% 삭감된 연봉 2억 원에 재계약했다. 그 해 5월 한 달 동안 타율 0.389, 28안타, 15타점으로 월간 MVP에 선정됐고, 1루수로 출장해 투수 외 전 포지션을 소화했다.
2008년 6월 3일에 역대 8번째 1500안타 기념패를 수상했다.
2008년까지 좋은 성적을 내지 못해 은퇴 위기에 몰렸으나 2009년 시즌에 부활했다. 2009년 6월 5일 삼성 라이온즈와의 경기에서 최소 경기(1439경기) 통산 500도루, 네 자릿수 득점을 달성했다. 그 전에 그가 통산 499도루를 기록한 이후 노무현 전 대통령이 서거하자“노무현 전 대통령의 영결식이 끝난 이후에 광주에서 기록을 세우겠다.”라고 밝히며 기록 달성을 미뤘다. 복귀 후 2009년에 팀의 10번째 우승이자 그의 4번째 우승을 이끌었고, 타이거즈 팀의 운영 주체가 바뀐 이래 첫 KS 우승의 감격을 안았다. 우승 확정 후 외야수 이용규를 끌어안고 눈물을 흘린 장면은 현재도 회자되고 있다. 2010년 7월 9일 한화 이글스와의 경기에서 2루타를 쳐 한일 통산 2000안타를 달성했다.

## 국가대표팀 경력
건국대학교 1학년 때인 1989년 6월에 처음 대한민국 국가대표팀에 발탁되었다. 그 해 8월에 푸에르토리코 산후안에서 열린 1989년 인터콘티넨털컵에 참가하면서 국제 대회에 처음 출전했으며 4위로 대회를 마쳤다. 같은 해 9월에는 자국 대한민국 서울에서 열린 1988년 아시아 선수권 대회에 참가했으며 일본의 뒤를 이어 중화 타이베이와 공동 준우승을 차지했다. 11월에는 중화민국 타이베이에서 열리는 국제 야구 연맹(IBA) 회장배에 참가하여 대표팀의 우승에 기여했다.
1990년 8월에는 캐나다 에드먼턴에서 열린 1990년 야구 월드컵에 참가했으며 예선 A조 멕시코와의 경기에서 대한민국 국가대표 선수로는 최초로 사이클링 히트를 달성했다. 대한민국 대표팀은 쿠바와 니카라과의 뒤를 이어 3위에 올랐으며, 이 공로로 1991년에 대표팀 동료 선수들과 함께 체육훈장 기린장을 받았다. 같은 해 10월에는 중국 베이징에서 열린 1990년 아시안 게임에 참가했다. 해당 대회 야구 종목은 시범 종목으로 채택되었으며 대한민국팀은 일본의 뒤를 이어 2위에 올랐다. 11월에는 타이베이에서 열린 국제 야구 연맹 회장배 대회에 참가하여 3위의 성적을 거뒀다.
1991년 6월에는 서울에서 열린 국제 야구 연맹 회장배 대회에 참가했으며 대한민국 대표팀은 6경기 전승으로 우승을 차지했다. 같은 해 7월 스페인 바르셀로나에서 열린 1991년 인터콘티넨털컵에 참가했고 예선에서 6승 3패의 기록으로 메달 결정전 진출에는 실패했다. 9월에는 중국 베이징에서 열린 1990년 아시아 선수권 대회에 참가했다. 이 대회는 1992년 하계 올림픽 야구 예선을 겸한 대회로 대표팀은 일본과 중화 타이베이의 뒤를 이어 3위를 하면서 올림픽 본선 진출에는 실패했다.
이후 대학 4학년이 되자 프로 입문을 앞두고 국가대표팀에서 제외되었으며 프로 선수들의 국제 대회 참가가 허용된 후인 2002년 부산에서 열리는 2002년 아시안 게임을 앞두고 다시 국가대표에 발탁되었다. 이종범은 이 대회에서 대표팀 주장을 맡았고 타율 0.353, 4득점, 2도루의 기록을 내면서 대표팀의 우승에 기여했다. 4년 후인 2006년에 다시 국가대표로 발탁되어 자신의 마지막 국가대표 대회인 2006년 월드 베이스볼 클래식에 주장으로 참가했다. 이종범은 일본 대표팀과의 예선전 8회 초에 일본의 마무리 투수 후지카와 규지를 상대로 2타점 2루타을 기록하는 등 활약했다. 대한민국팀은 이 대회에서 3위에 올랐고 이종범 자신은 대회 올스타에 선정되었다.

## 선수 은퇴 후 경력

### 코치
2012년 당시 한화 이글스 감독이었던 김응용의 부름을 받아 2013년부터 한화 이글스의 주루코치로 활동했다. 2014년 한화 이글스가 김응용에게 재계약 불가 통보를 내려 사임했다. 2019년에 LG 트윈스의 2군 총괄 및 타격코치로 활동했다.

### 감독
2022년 LG 트윈스 2군 감독을 맡았다.

### 해설위원
2014년 아시안 게임에서 KBS의 객원 해설을 맡았고, 2014년 11월 6일에 MBC 스포츠플러스와 계약을 맺으며 정식 해설위원으로 발탁됐다.

## 개인사
그의 아버지는 이계준(李啓準), 어머니는 김해 김씨 김귀남(金貴南), 아내는 동래 정씨 정연희 아들은 메이저 리그 샌프란시스코 자이언츠의 외야수인 이정후, 외조카는 KBO 리그 NC 다이노스의 내야수인 윤형준, 사위는 메이저 리그 샌디에이고 파드리스의 투수인 고우석이다.
우투우타지만 원래는 왼손잡이이다. 오른손용 글러브 밖에 없어 오른손으로 연습해 야구를 오른손으로 하게 됐다.
1993년 한국시리즈에서 우승한 이후 같은 팀 선배였던 선동열, 가수 양수경과 함께 프로젝트 그룹 'Two & One'을 결성해 앨범을 냈다. 그는 MBC의 예능 프로그램인 《황금어장-무릎팍도사》에 출연해 당시 해태 구단 사정이 넉넉하지 못해 우승 보너스를 주기 위해 이벤트 성으로 당시 해태 타이거즈의 감독이었던 김응용 몰래 제작했지만 의도와 달리 욕을 먹었다고 말했다. 나중에 김응용에게 들켰고 음반은 20장이 팔렸다고 한다. 그 중 10장은 김응용이 사 준 것이라고 한다.
건국대학교 경영학과 시절과 일본에서의 생활만 제외하면 전부 광주광역시에서 일생을 보낸 광주 토박이였으나 2012년에 은퇴 후 딸의 교육 문제로 서울로 이주했다.
2002년 KBO 올스타전에서 가수 장나라가 시구자로 와서 시구를 했는데 이종범이 그 공을 받아쳐 장나라의 머리 옆으로 공이 날아가는 위험한 장면이 나와 비판을 받기도 했다.

## 주요 수상 기록(각종 타이틀 외)
- 선발 올스타 출전 13회
- 2002년 아시안 게임 금메달
- 체육훈장 기린장(1990년 12월 30일)

## 방송 출연
고정 출연
- 2016년~2017년 MBC 스포츠플러스 《베이스볼 투나잇》
- 2017년~2018년 MBC 스포츠플러스 《야구 중심》

게스트
- 1994년 MBC 《김한길과 사람들》
- 1997년 KBS2 《밤의 이야기쇼》
- 1998년 KBS2 《서세원쇼》 '이종범 편'
- 1999년 KBS2 《행복채널》 '이종범 편'
- 2001년 KBS2 《행복채널》 '이종범 부부 편'
- 2002년 KBS2 《파워 인터뷰》 '이종범 편'
- 2008년 MBC 드라마넷 《식신원정대》 '광주광역시 특집' ※특별 출연
- 2009년 MBC 《황금어장 - 무릎팍도사》 138회
- 2009년 KBS2 《출발 드림팀 시즌2》 '드림팀 vs 2009 한국시리즈 우승팀 KIA 타이거즈 특집'
- 2011년 MBC 《세바퀴 》 '야구 선수 특집'
- 2012년 KBS2 《해피선데이 - 1박 2일》 '6대 광역시 특집' ※특별 출연
- 2012년 KBS2 《이야기쇼 두드림》 29회, 30회
- 2012년 MBC 《주얼리 하우스》 '이종범과 친구들 편' 1회
- 2012년 KBS2 《우리동네 예체능》 ‘2016 리우 올림픽 선전 기원 프로젝트 제 탁구 편’ 145회, 146회
- 2013년 KBS N 스포츠 《한국 프로야구 레전드》 '한국 프로야구 레전들 7인 - 이종범 편'
- 2014년 KBS2 《나는 남자다》 '나는 야구남녀다 편' 16회
- 2016년 MBC 《미스터리 음악쇼 복면가왕》 - 날아라 병아리 51회
- 2017년 MBC Every 1 《비디오스타》 ‘MBC 스포츠플러스 x 비디오스타 콜라보레이션 특집’ 39회
- 2018년 tvN 《토크몬》 3회
- 2019년 MBC 《라디오스타》 ‘레츠氣(기)릿 특집’ 549회
- 2019년 JTBC 《랜선라이프》
- 2019년 JTBC  《뭉쳐야 찬다》 27회
- 2020년 EBS 《EBS 초대석》 한국 야구의 전설 - 이종범 편
- 2021년 KBS2 《축구야구말구》 12회
- 2021년 JTBC  《아는 형님》 310회 with 이정후
- 2022년 KBS2 《우리끼리 작전타임》 with 이정후

## 광고 출연
- 1993년 해태HTB 기센비타(음료)
- 2012년~2013년 (주)컴투스 프로야구 매니저(스포츠 시뮬레이션 게임)
- 2016년~2017년 클라우드게이트 레전드야구존(스크린 야구) with 양준혁
- 2018년 (주)엔씨소프트 프로야구 H2(스포츠 시뮬레이션 게임)
- 2019년 유사나헬스사이언스코리아(건강기능식품) with 이정후
- 2019년 화이텐(기능성 스포츠용품) with 이정후
- 2020년 컴투스 프로야구 2020 with 이정후

## 출신 학교
- 광주서림초등학교
- 광주충장중학교
- 광주제일고등학교
- 건국대학교 경영학과

## 주요 기록
- 진한 바탕은 한국 프로 야구 최초 기록이다.

| 기록                       | 날짜        | 소속 | 구장 | 상대팀 | 상대 투수 | 경기수 | 달성 당시 나이 | 기타                                                          | 각주   |
| -------------------------- | ----------- | ---- | ---- | ------ | --------- | ------ | -------------- | ------------------------------------------------------------- | ------ |
| 24연속 도루 성공           | 1994. 6. 1  | 해태 | 광주 | 롯데   |           |        |                | 종전: 이호성(23도루)                                          | [ 23 ] |
| 최고령 20-20클럽 33세 28일 | 2003. 9. 12 | KIA  | 부산 | 롯데   | 손민한    |        |                | 5회 2사 0-0 상황 1점 홈런 종전: 이순철(해태, 31세 4개월 28일) |        |
| 300도루                    | 1997. 8. 24 | 해태 | 광주 | 현대   |           |        | 27세9일        | 역대 3번째                                                    |        |

- 1993 (16홈런 73도루 0.280- 득점 1위, 도루 2위, 타격 8위, 안타 2위, 홈런 4위, 타점 12위)
  - 단일 경기 최다 도루(6개, 1993)
  - 1번 & 유격수
- 1994
  - 단일 시즌 최다 안타 (196개, 1994)
  - 100경기이상 시즌 최고 타율 (0.393, 1994)
  - 단일 시즌 최다 도루 (84개, 1994, 참조- 홈런 19개 (4위), 득점 1위, 타점 5위)
  - 1번 & 유격수
- 1995 (방위복무: 126경기중 절반 63경기출장)(16홈런 (9위) 32도루 (6위) 0.326)
  - 1번 & 유격수
- 1996 	20-20 클럽 (25홈런 76도루 타율 0.332- 득점 1위, 도루 1위, 타격 2위, 안타 2위, 홈런 3위, 타점 3위)
  - 1번 & 유격수
- 1997 	30-30 클럽 (30홈런 64도루 타율 0.324- 득점 1위, 도루 1위, 타격 5위, 안타 2위, 홈런 2위, 타점 8위)
  - 프로야구 최초 3할-30홈런-30도루
  - 1번 & 유격수
- 2003
  - 단일 시즌 최다 2루타(43개)
- 2011
  - 포스트시즌 최고령 출전 기록 (41세 1개월 27일)
- 역대 유일 유격수 OPS 1.0 돌파 2차례 달성 (1994, 1997)
- 1,000득점 (역대 4번째) (2009)
- 최소경기 200 도루, 300도루, 400도루, 500 도루 (1,439경기, 역대 2번째, 참조- 전준호(1,705경기)) (2009)
- 역대 1회 1번 타자 (선두타자) 홈런 1위 (44개)
  - 역대 1회초 1번 타자 홈런 1위 (20개, 참조- 2위 유지현 (8개)) (2009.9.11.솔로 홈런(상대 투수:류현진)
  - 역대 1회말 1번 타자 홈런 1위 (24개, 참조- 2위 이영우 (10개))
- 투수를 제외한 전체 야수 포지션을 정규게임에서 소화[24]

## 통산 기록
| 연 도          | 소 속          | 나 이          | 출 장 | 타 석 | 타 수 | 득 점 | 안 타 | 2 루 타 | 3 루 타 | 홈 런 | 타 점 | 도 루 | 도 실 | 볼 넷 | 삼 진 | 타 율 | 출 루 율 | 장 타 율 | O P S | 루 타 | 병 살 타 | 몸 맞 | 희 타 | 희 플 | 고 4 |
| -------------- | -------------- | -------------- | ----- | ----- | ----- | ----- | ----- | ------- | ------- | ----- | ----- | ----- | ----- | ----- | ----- | ----- | -------- | -------- | ----- | ----- | -------- | ----- | ----- | ----- | ---- |
| 1993           | 해태           | 23             | 126   | 525   | 475   | 85    | 133   | 16      | 4       | 16    | 53    | 73    | 19    | 32    | 35    | .280  | .331     | .432     | .762  | 205   | 11       | 6     | 8     | 4     | 2    |
| 1994           | 해태           | 24             | 124   | 561   | 499   | 113   | 196   | 27      | 5       | 19    | 77    | 84    | 15    | 51    | 31    | .393  | .452     | .581     | 1.033 | 290   | 2        | 6     | 1     | 4     | 14   |
| 1995           | 해태           | 25             | 63    | 272   | 239   | 51    | 78    | 10      | 2       | 16    | 35    | 32    | 3     | 28    | 20    | .326  | .397     | .586     | .983  | 140   | 5        | 2     | 0     | 3     | 4    |
| 1996           | 해태           | 26             | 113   | 525   | 449   | 94    | 149   | 28      | 1       | 25    | 76    | 57    | 12    | 67    | 39    | .332  | .425     | .566     | .991  | 254   | 4        | 7     | 0     | 2     | 15   |
| 1997           | 해태           | 27             | 125   | 577   | 484   | 112   | 157   | 28      | 3       | 30    | 74    | 64    | 15    | 87    | 49    | .324  | .428     | .581     | 1.009 | 281   | 9        | 3     | 0     | 3     | 30   |
| 1998           | 주니치         | 28             | 67    | 290   | 244   | 38    | 69    | 11      | 3       | 10    | 29    | 18    | 8     | 36    | 33    | .283  | .387     | .475     | .862  | 116   | 4        | 6     | 3     | 1     | 2    |
| 1999           | 주니치         | 29             | 123   | 484   | 424   | 76    | 101   | 20      | 5       | 9     | 33    | 18    | 7     | 38    | 62    | .238  | .310     | .373     | .683  | 158   | 6        | 7     | 13    | 2     | 1    |
| 2000           | 주니치         | 30             | 113   | 465   | 414   | 58    | 114   | 26      | 2       | 8     | 37    | 11    | 8     | 28    | 70    | .275  | .332     | .406     | .738  | 168   | 6        | 8     | 13    | 2     | 0    |
| 2001           | 주니치         | 31             | 8     | 13    | 13    | 2     | 2     | 1       | 0       | 0     | 0     | 0     | 0     | 0     | 4     | .154  | .154     | .231     | .385  | 3     | 0        | 0     | 0     | 0     | 0    |
| 2001           | KIA            | 31             | 45    | 214   | 188   | 45    | 64    | 14      | 1       | 11    | 37    | 7     | 5     | 20    | 16    | .340  | .401     | .601     | 1.002 | 113   | 5        | 1     | 2     | 3     | 0    |
| 2002           | KIA            | 32             | 123   | 546   | 485   | 93    | 142   | 25      | 2       | 18    | 59    | 35    | 5     | 43    | 63    | .293  | .365     | .464     | .829  | 225   | 7        | 13    | 4     | 1     | 5    |
| 2003           | KIA            | 33             | 132   | 595   | 524   | 110   | 165   | 43      | 1       | 20    | 61    | 50    | 10    | 59    | 58    | .315  | .389     | .515     | .904  | 270   | 8        | 7     | 1     | 4     | 5    |
| 2004           | KIA            | 34             | 133   | 577   | 493   | 100   | 128   | 29      | 0       | 17    | 52    | 42    | 7     | 53    | 50    | .260  | .350     | .422     | .772  | 208   | 9        | 17    | 12    | 2     | 1    |
| 2005           | KIA            | 35             | 118   | 495   | 430   | 69    | 132   | 25      | 2       | 6     | 36    | 28    | 5     | 47    | 49    | .312  | .393     | .421     | .814  | 181   | 8        | 11    | 7     | 0     | 2    |
| 2006           | KIA            | 36             | 93    | 379   | 339   | 41    | 82    | 18      | 1       | 1     | 21    | 10    | 7     | 24    | 43    | .242  | .302     | .310     | .611  | 105   | 3        | 5     | 11    | 0     | 2    |
| 2007           | KIA            | 37             | 84    | 282   | 253   | 23    | 44    | 6       | 0       | 1     | 18    | 3     | 2     | 13    | 25    | .174  | .217     | .209     | .426  | 53    | 6        | 2     | 10    | 4     | 0    |
| 2008           | KIA            | 38             | 110   | 362   | 317   | 38    | 90    | 19      | 4       | 1     | 38    | 9     | 3     | 32    | 26    | .284  | .348     | .379     | .727  | 120   | 11       | 1     | 9     | 3     | 0    |
| 2009           | KIA            | 39             | 123   | 449   | 385   | 63    | 105   | 21      | 1       | 6     | 40    | 11    | 1     | 41    | 50    | .273  | .346     | .379     | .725  | 146   | 9        | 5     | 12    | 6     | 1    |
| 2010           | KIA            | 40             | 97    | 289   | 265   | 36    | 65    | 16      | 1       | 4     | 29    | 2     | 2     | 15    | 33    | .245  | .293     | .358     | .652  | 95    | 5        | 3     | 6     | 0     | 0    |
| 2011           | KIA            | 41             | 97    | 273   | 235   | 27    | 65    | 15      | 1       | 3     | 24    | 3     | 2     | 22    | 35    | .277  | .337     | .387     | .724  | 91    | 6        | 1     | 12    | 3     | 1    |
| KBO 통산: 18년 | KBO 통산: 18년 | KBO 통산: 18년 | 1706  | 6921  | 6060  | 1100  | 1797  | 340     | 29      | 194   | 730   | 510   | 113   | 634   | 622   | .297  | .369     | .458     | .828  | 2777  | 108      | 90    | 95    | 42    | 82   |
| NPB 통산: 4년  | NPB 통산: 4년  | NPB 통산: 4년  | 311   | 1252  | 1095  | 174   | 286   | 58      | 10      | 27    | 99    | 47    | 23    | 102   | 169   | .261  | .334     | .406     | .731  | 445   | 16       | 21    | 29    | 5     | 3    |

- 시즌 기록 중 굵은 글씨는 해당 시즌 최고 기록, 빨간 글씨는 한국 프로야구 역사상 최고 기록

## 같이 보기
- KBO 리그 도루 관련 기록 - 개인